# Sanica (Ort)

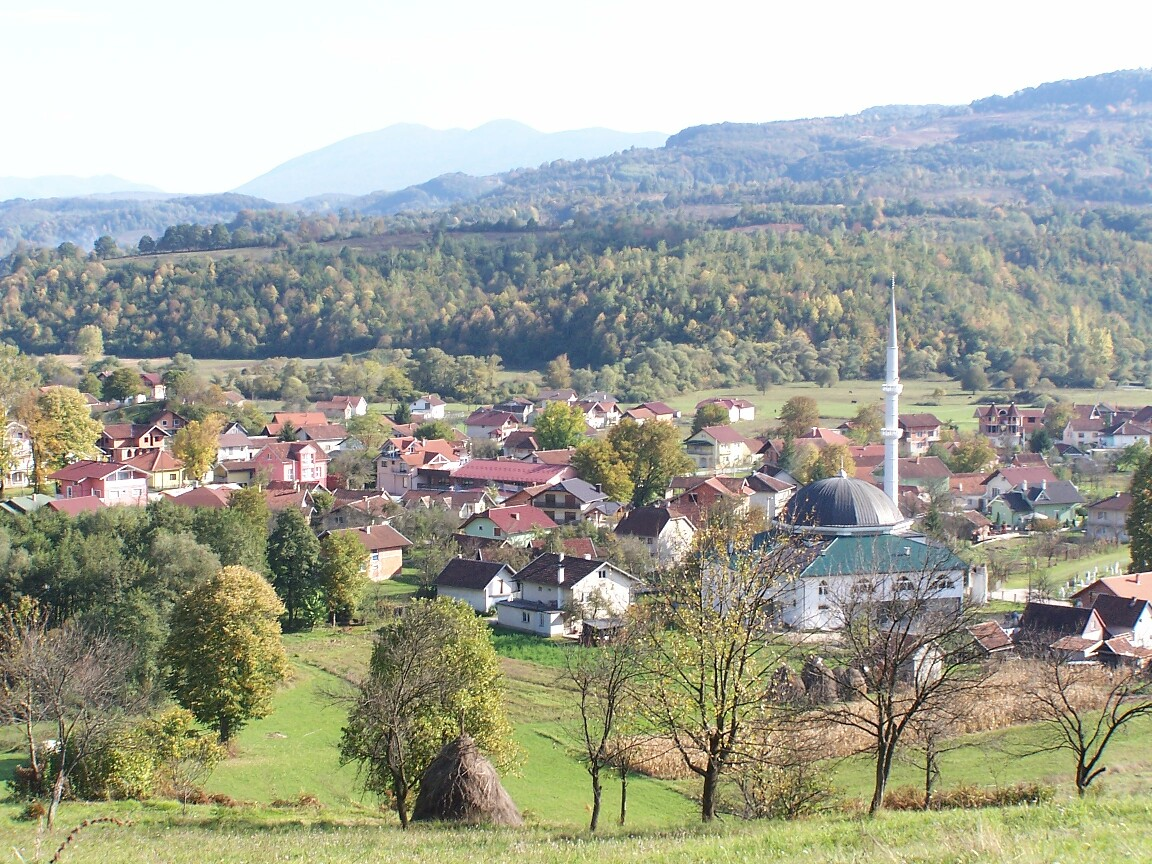
Sanica

Sanica (serbokroatisch-kyrillisch Саница) ist eine Gemeinde nördlich von Ključ im Kanton Una-Sana in Bosnien und Herzegowina. Der Name des Ortes stammt von dem Fluss Sanica („kleine Sana“) ab, dessen Quelle auf dem Gebiet der Gemeinde liegt und der in die Sana mündet.

## Geschichte
1942 wurde in Sanica die erste Jugend-Arbeitsbrigade Jugoslawiens aufgestellt.
Vor dem Krieg 1992–1995 lag die Einwohnerzahl der Ortsgemeinde Sanica bei 6771 (Zensus 1991). Davon bezeichneten sich 61,88 Prozent als Bosniaken, 36,44 Prozent als Serben, 0,96 Prozent als Jugoslawen und 0,72 Prozent als Angehörige anderer Gruppen. In den Dörfern war die ethnische Verteilung unterschiedlich, mit jeweils meist eindeutigen serbischen oder bosniakischen Mehrheiten. Im Hauptort Sanica lebten 1526 Bosniaken, 641 Serben, 4 Kroaten, 50 Jugoslawen und 20 andere.
Im Krieg 1992–1995 wurde Sanica zunächst von bosnischen Serben eingenommen. Im Zuge der so genannten ethnischen Säuberungen wurden fast alle muslimischen/bosniakischen Einwohner vertrieben. Hunderte wurden ermordet und zum Teil in Massengräbern verscharrt. Mehr als 340 Männer wurden in das Lager Manjača gebracht.
Nachdem der Ort im September 1995 von der Armee der Republik Bosnien und Herzegowina zurückerobert wurde und später durch den Dayton-Vertrag eine relative Sicherheit gewährleistet war, kehrten ausschließlich Bosniaken zurück. Inzwischen leben auch wieder einige Serben in Sanica. In Gornja Sanica wurde auch ein serbisch-orthodoxes Kirchengebäude wieder aufgebaut.

## Wirtschaft

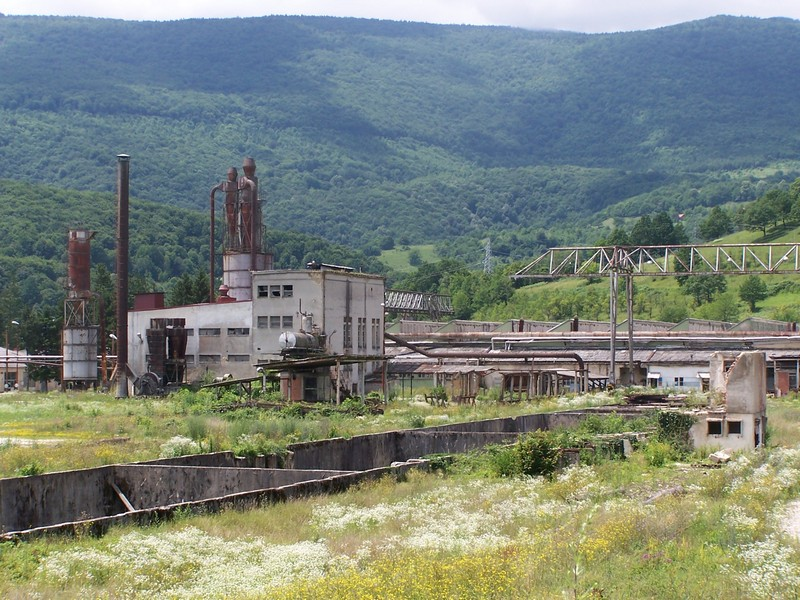
Ehemalige holzverarbeitende Fabrik

Von 1959 bis Ende 2008 bestand in Sanica eine Sperrholz- und Furnierfabrik mit Sägewerk, die zeitweise mehr als 1000 Beschäftigte hatte und damit der wichtigste Arbeitgeber war. Der Betrieb wurde nach der kriegsbedingten Produktionspause 2002 privatisiert und teilweise wieder instand gesetzt. Er wurde jedoch im Dezember 2008 geschlossen. Daher ist die wirtschaftliche Situation in Sanica schwierig. Es besteht eine hohe Arbeitslosigkeit. Die Landwirtschaft spielt eine Rolle bei der Selbstversorgung.

## Gemeindegliederung
Zur Gemeinde Sanica gehören die Dörfer Međeđe Brdo, Korjenovo, Donja Sanica, Pištanica, Gornji Biljani, Donji Biljani, Donja Prisjeka, Gornja Prisjeka, Gologlavo, Gornji Budelj, Mijačica, Zavolje, Vrelo und Gornja Sanica.

## Tourismus
Vor dem Krieg war Sanica wegen der reizvollen Landschaft des Grmeč-Gebirges und der Gewässer ein beliebter Ferienort. 1974 wurde auf Initiative von Bürgern aus Gornja Sanica das erste „touristische Dorf“ in Bosnien und Herzegowina deklariert. Bis 1975 war Sanica auch mit der Bahn (Steinbeisbahn, Strecke Prijedor – Lička Kaldrma) erreichbar. Teile der ehemaligen Bahntrasse sind jetzt als Mountainbike-Strecke ausgewiesen. Ein Ereignis, das jährlich mehrere zehntausend Besucher anzieht, ist die „Grmeč-Koride“, ein Stierkampf-Wettbewerb.
Außerdem spielt der Jagd- und Fischereitourismus eine Rolle.

## Persönlichkeiten
- Šerif Konjević (Sänger)
- Josip Kleczek (1923–2014), tschechischer Astrophysiker, geboren in Gornja Sanica